# Аварія на Корсунській копальні № 1
Аварія на Корсунській копальні № 1 (Горлівка) 27 лютого (13 березня) 1917 року — серія вибухів метану та пилу на Корсунській копальні № 1 (пізніше — шахта «Кочегарка») у м. Горлівка, у результаті якої загинуло 28 шахтарів та 5 рятівників.
27 лютого усю зміну не працював великий електричний вентилятор, шахта провітрювалась запасним паровим вентилятором, який мав недостатню потужність. О 14 год. 15 хв. у молотковій лаві пласту Товстий на глибині 533 м стався вибух. Джерелом вибуху стало полумʼя шахтарської лампи з розбитим склом. Після першого вибуху вибухова хвиля пішла по виробкам, залишаючи по собі розрідження, що викликало зворотню хвилю. Накопичення метану та пилу стали стікатись до осередку пожежі, унаслідок чого відбувся новий вибух. Протягом 4 годин відбулося 8 вибухів.
Після першого вибуху загинули усі забійники. В шахту спустились завідувач, його помічник та старший десятник і потрапили під другий вибух. Їм на допомогу пішли головний інженер, старший штейгер і кілька десятників, вони потрапили під 3 і 4 вибухи. Всього від вибухів загинуло 24 людини, 4 померли у лікарні, 9 було травмовано.
Після цього були викликані рятувальники із сусідніх копалень та Макіївської рятівної станції.
Під час рятувальник робіт також загинули К. Є. Лєвкоєв, І. Д. Петренко, Л. О. Холостов. М.М, Черніцин, І. М. Прудніков.
Через кілька днів тіло Черніцина вдалось дістати, решта загиблих залишились у шахті.
Маркшейдери вивели на поверхню точку місця загибелі керівника Макіївської рятувальної станції Миколи Черніцина і 1922 р. на тому місці було збудовано гірничо-рятувальну станцію його імені.

## Пам'ять
Події аварії описані у документальній повісті «Піднадзорний Черніцин».
На пам'ятнику загиблим рятувальникам у м. Горлівка викарбувано прізвища 10 загиблих на цій аварії.